# N. Kovács Mária
Nagy Kovács Mária (Budapest, 1910. augusztus 25. – Budapest, 2005. november 2.) szobrászművész.

## Munkássága
A főiskolát Kisfaludy-Stróbl Zsigmond osztályán végezte. A főváros ösztöndíjával egy évig a Római Magyar Akadémián dolgozott s elnyerte az olasz állam egyéves szobrászati ösztöndíját. A főiskolán és Rómában készített hat szobrát kiállították a Velencei Biennálén. A főváros jubileumi - Ferenc József – díjpályázatán a nagyplasztikai első díjjal tüntették ki.
Házasságot 1941-ben kötött dr. Nagy Zoltán művészettörténésszel, négy gyermeke született. Családjával 1945-től 50-ig Szegeden élt. Szeged és Hódmezővásárhely gazdag hagyományvilága, a népi fazekasság színei termékenyen hatottak látás- és kifejezésmódjára. Ebből az időből származnak színes mázas majolikaszobrai. Budapestre visszaköltözve számos köztéri megbízásnak tett eleget Tatabánya, Komló, Székesfehérvár és a főváros épületein, iskoláiban, terein és parkjaiban felállított szobraival, dísz- és ivókútjaival.
Igazán jelentős alkotóterét az egyházművészetben fejti ki, mely fiatal kora óta foglalkoztatja. Nagy templomokban állnak életnagyságú kő-, bronz- és kerámiaszobrai, pl. a terézvárosi, a városmajori plébániatemplomokban, az Örökimádásban és a Krisztus Király templomban, a szegedi minorita templomban, és Battonyán, stb.
Olasz és franciaországi útjai során elsősorban a modern térplasztikai alkotásokat tanulmányozta. Itáliában, pályázatokon és kiállításokon (Gubbio város díja, Corridonia város aranyérme, Urbinoi Egyetem) díjakat is nyert.
Férje az esztergomi Balassi Bálint és Keresztény Múzeum nyugalmazott igazgatójának 1994-ben bekövetkezett halála és műtermének ugyanazon napon történt pusztulása után (Ó utca 19. házomlás) se hagyta abba művészi munkásságát. Feltámadt hittel és erővel új alkotásokat hozott létre.
Számos műve került hazai és külföldi gyűjteményekbe: Nemzeti Galériába, Móra Ferenc Múzeumba, Petőfi Irodalmi Múzeumba, Esztergomi Keresztény Múzeumba ill. Faenza Museo delle Ceramiche, Trieszt Villa Stavropulos múzeumokba.

## Családja
Gyermekei: Nagy Judit - restaurátor, muzeológus, Nagy Zoltán - könyvtáros, muzeológus, Nagy Maya - festőművész, egyetemi tanár, Nagy András - festőművész, restaurátor[forrás?]